# Holma bispicata
Pour les articles homonymes, voir Holma.
Genre
Espèce
Holma bispicata, unique représentant du genre Holma, est une espèce d'araignées aranéomorphes de la famille des Linyphiidae.

## Distribution
Cette espèce est endémique d'Angola.

## Publication originale
- Locket, 1974 : Notes on some African linyphiid spiders. Publicações culturais, Companhia de Diamantes de Angola, vol. 88, p. 167-176.